# Monorygma
Monorygma Diesing, 1863 è un genere di cestodi della famiglia dei Fillobotriidi, parassiti di animali marini come pesci (squali) e delfini.

## Specie
Secondo World Register of Marine Species (22 febbraio 2012):
- Monorygma chamissonii (Linton, 1905)
- Monorygma chlamydoselachi Lönnberg, 1898
- Monorygma delphini (Gervais, 1870)
- Monorygma elegans Monticelli, 1890
- Monorygma galeocerdonis MacCallum, 1921
- Monorygma grimaldii (Moniez, 1899)
- Monorygma hyperapolytica (Obersteiner, 1914)
- Monorygma macquariae Johnston, 1937
- Monorygma magnum Hart, 1936
- Monorygma megacotyla Yamaguti, 1952
- Monorygma perfectum (van Beneden, 1853)
- Monorygma rotundum Klaptocz, 1906